# Koniszczewo (rejon wołogodzki)
Koniszczewo (ros. Конищево) – wieś w Rosji, w rejonie wołogodzkim obwodu wołogodzkiego. W 2010 r. liczyła 6 mieszkańców.